# Хоксуорт, Тони
Э́нтони Хо́ксуорт (англ. Anthony Hawksworth; 15 января 1938), более известный как То́ни Хо́ксуорт (англ. Tony Hawksworth) — английский футболист, вратарь.

## Биография
Уроженец Шеффилда, Тони начал футбольную карьеру в молодёжной команде «Манчестер Юнайтед», где играл вместе с такими футболистами как Дункан Эдвардс и Бобби Чарльтон. В июне 1953 года подписал с клубом любительский контракт. Стал одним из пятерых игроков, выигравших три Молодёжных кубка Англии подряд (в 1954, 1955 и 1956 годах). Также выступал за школьные и юношеские сборные Англии. Свой первый и единственный матч в основном составе «Манчестер Юнайтед» Хоксуорт провёл 27 октября 1956 года, выйдя во вратарской форме в игре Первого дивизиона против «Блэкпула» на стадионе «Блумфилд Роуд», заменив получившего травму основного вратаря Рэя Вуда. На тот момент он проходил военную службу в гарнизоне Каттерика (Норт-Йоркшир) и мог покидать расположение своей воинской части только по выходным (и играть только в это время). После того как Вуд оправился от травмы, Хоксуорт продолжил выступления за резервистов «Манчестер Юнайтед».
Через «пару недель» после игры с «Блэкпулом» армейский капитан попросил Хоксуорта сыграть за команду их полка в предстоящие выходные. Тони сначала хотел отказаться, мотивировав это тем, что хочет играть за «Манчестер Юнайтед», но капитан, также бывший офицером по назначениям военнослужащих на должности, пригрозил в случае отказа перебазировать вратаря в Бенгази к следующему понедельнику. Тони посоветовался с главным тренером «Юнайтед» Мэттом Басби, и тот порекомендовал ему согласиться играть за команду полка. К 1958 году Хоксуорт проходил службу в Королевском танковом полку в Германии. В начале февраля в Мюнхене произошло крушение самолёта с игроками «Манчестер Юнайтед». Хоксуорт, который уже находился в Германии, отпросился из расположения своего полка, и через две недели после крушения навестил выживших товарищей в больнице. Он прибыл в Мюнхен 21 февраля, в ту же ночь Дункан Эдвардс умер от полученных травм.
В декабре 1958 года ему разрешили покинуть «Манчестер Юнайтед», после чего он стал выступать за клуб Южной лиги «Бедфорд Таун», считавшейся лучшей командой этого турнира. В сезоне 1958/59 «Бедфорд Таун» выиграл Юго-восточный дивизион Южной лиги, а затем и плей-офф Южной лиги, обыграв в финале победителя Северо-западного дивизиона. Тони выступал за клуб на протяжении семи лет, после чего в его честь был организован специальный матч.
В дальнейшем играл за клуб «Рашден Таун», предшественник клуба «Рашден энд Даймондс», и играл там вплоть до завершения карьеры.
После завершения футбольной карьеры работал в кондитерской компании, а затем в компании British Gas до 1995 года, после чего вышел на пенсию.
Вместе с женой Брендой (поженились в 1959 году) проживает в Дронфилде, Дербишир.